# Monographie historique

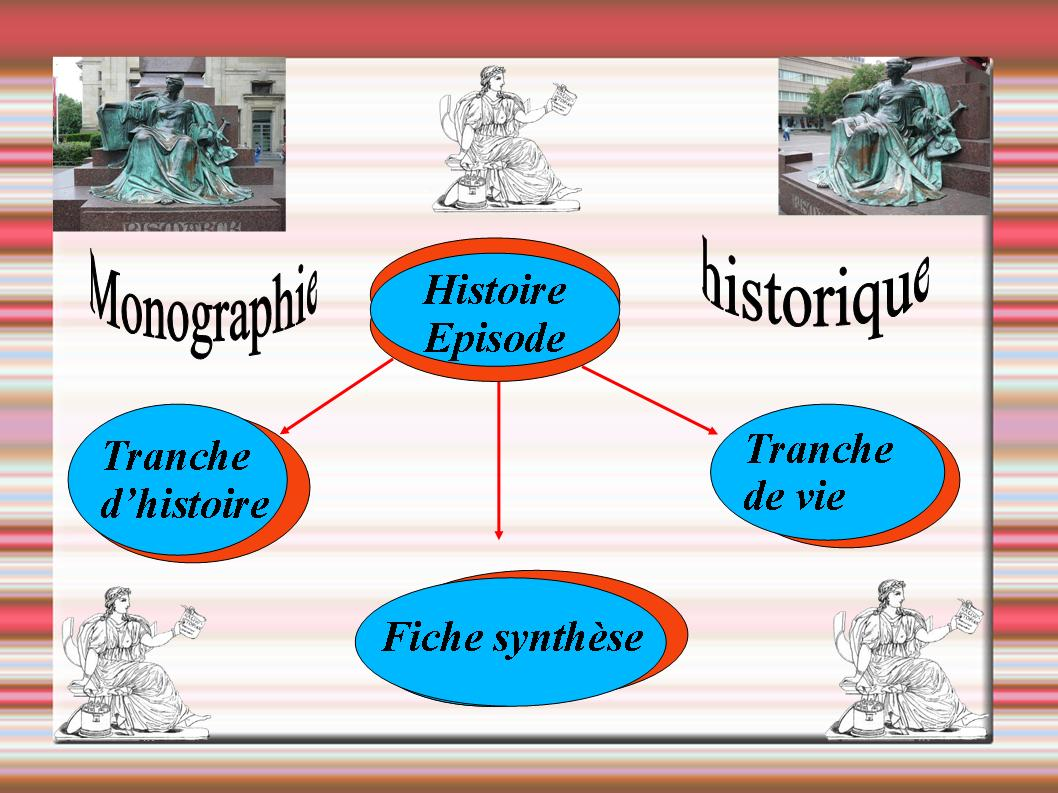
La monographie historique.

Une monographie est le plus souvent  un ouvrage ou un traité non périodique, c'est-à-dire complet en un seul volume ou destiné à recevoir des mises à jour. Elle est dite historique quand elle porte sur des sujets relatifs à l'histoire ou sur des individus présentés dans un contexte historique.

## Définition générale
- Ce terme recouvre plusieurs acceptions fort différentes :
  - En science de l'information, il concerne un traitement spécifique en bibliothèque.
  - En sociologie il concerne une enquête ou une étude qui se limite à un sujet ou une population particulier permettant de confronter des données expérimentales ou des spéculations à la réalité.
  - En physique-chimie, il concerne un domaine ou un élément bien précis tel qu'un métal (fer, aluminium...) ou un métalloïde quelconque.
- Un travail iconographique, en tant qu'ensemble classé de concepts se rapportant à un même sujet, peut parfois être proche de la monographie, par exemple dans l'analyse d'une œuvre et de ses différentes représentations ou dans l'analyse d'un concept à travers plusieurs œuvres picturales. Mais, même dans ces deux cas, le travail repose d'abord sur une analyse d'objets picturaux et non sur des textes.
- Autre précision intéressante, avec des termes ayant certaines affinités ou des acceptions considérées comme étant assez proches :
  - L'épitomé comme l'Épitomé de Caesaribus est un abrégé, une espèce de résumé d'un ouvrage d'histoire mais ce terme est surtout utilisé de façon spécifique pour les ouvrages d'histoire antique.
  - Les annales désignent plutôt des chroniques historiques présentées année par année.

## Biographie et monographie
Bien que les deux termes se ressemblent, ils ont des fonctions différentes, la monographie ayant un sens beaucoup plus large (voir ci-dessus les trois catégories de monographies historiques) et ne se cantonnent pas à l'étude de tel ou tel individu. Par contre, elle peut très bien porter sur tel ou tel aspect du travail ou de la vie d'une personne et, dans ce cas, elle est un élément, une étude spécifique, une tranche de temps d'une biographie.
On peut citer par exemple l'essai monographique d'Alain Georges Leduc sur le peintre Gauguin qui en présente uniquement un aspect peu connu : le Gauguin céramiste.

(Résolument moderne, Gauguin céramiste, Éditions c/o Raymond Perrot,  (ISBN 2-911105-52-4))

## Le volet historique
L'historien Ernest Renan a écrit à ce propos : « ... jusqu'à ce que toutes les parties de la science soient élucidées par des monographies spéciales. »
En matière historique, il permet de se centrer sur un événement précis pris dans un domaine historique plus vaste (d'où la difficulté parfois d'évaluer s'il s'agit d'une étude historique ou d'une monographie), l'étude d'un individu à un moment donné de son existence (Laval pendant son procès par exemple) ou par référence à une période donnée (le rôle de Robespierre au Comité de salut public par exemple). 
Il existe donc trois situations qui peuvent correspondre à la définition de la monographie historique, selon qu'on se centre sur l'événement circonscrit dans le temps, sur une personne, histoire de vie replacée dans son contexte historique ou qu'on rédige une fiche de synthèse reprenant un événement, une tranche biographique ou éventuellement autobiographique.
Il est par exemple intéressant de réunir en un corpus complet les monographies réalités sur tel personnage, homme politique, artiste, scientifique... pour avoir une vision la plus complète possible de tout ce qui a été publié à son propos (ou de s'y efforcer) : par exemple réunir les quatre fiches concernant Joseph Fouché, la fiche principale bien sûr, plus les trois biographies historiques écrites par Jean Tulard, André Castelot et Stefan Zweig, facilitant ainsi des approches différentes sur une même biographie.
Elle permet aussi de réaliser des liens avec des domaines connexes ou études croisées. Par exemple, la fiche Stefan Zweig renvoie à la biographie de Romain Rolland qu'il a écrite, qui renvoie lui-même aux deux fiches Romain Rolland et Stefan Zweig (chapitre II : "Stefan Zweig et Romain Rolland")'' qui évoquent les relations d'amitié et épistolaires entre des deux hommes. On pourrait ensuite ajouter à ce réseau les biographies écrites par ces deux écrivains comme la biographie de Tolstoï par Romain Rolland, réalisant ainsi de nouvelles connexions, de nouvelles relations croisées pour enrichir le réseau créé.
Cet objectif compliqué à mettre en œuvre a été grandement facilité par le recours aux techniques informatiques qui sont devenues indispensables à la gestion rigoureuse de ces liens multiples.